# The Boys Are Back in Town
Singles de Thin Lizzy
Wild One
(1975) Jailbreak
(1976)
The Boys Are Back in Town est une chanson du groupe de rock irlandais Thin Lizzy issue de leur sixième album studio, Jailbreak, sorti en 1976,.
Quelque temps après la sortie de l'album, la chanson  a été publiée single.
Aux États-Unis, elle a atteint la 12e place du Hot 100 de Billboard, passant en tout 17 semaines dans le chart,. (Elle a débuté à la 84e place du Billboard Hot 100 dans la semaine du 15 mai 1976 et a atteint la 12e place pour la semaine du 24 juillet.)
Au Royaume-Uni, la chanson a atteint la 8e place. (Elle a débuté à la 48e place du hit-parade des singles dans la semaine du 23 au 29 mai 1976 et a culminé à la 8e place cinq semaines plus tard, celle du 27 juin au 3 juillet.)
En 2004, Rolling Stone a classé cette chanson, dans la version originale de Thin Lizzy, 499e sur sa liste des « 500 plus grandes chansons de tous les temps ». (En 2010, le magazine rock américain a mis à jour sa liste, et la chanson n'y figure plus.)

## Composition
La chanson est écrite par Phil Lynott, l'enregistrement de Thin Lizzy est produit par John Alcock.

## Parution et reprises
La chanson apparait dans les bandes-son des films Au nom du père (In the Name of the Father, 1993) de Jim Sheridan (avec Daniel Day-Lewis) et Chevalier (A Knight's Tale, 2001) de Brian Helgeland (avec Heath Ledger dans le rôle de William, son premier rôle en tant que tête d'affiche), ainsi que dans un sketche du Benny Hill Show produit par Thames Television.; dans le film "48 Heures" (1982) réalisé par Walter Hill, interprété par Eddie Murphy et Nick Nolte. On l'entend aussi dans le film Navy Seals, les meilleurs (1990) ,lors de la partie de golf.
Elle a été notamment reprise par Bon Jovi.